# Akaji Maro
Akaji Maro (麿 赤兒?, Maro Akaji; Nara, 23 febbraio 1943) è un coreografo, danzatore e attore giapponese.

## Biografia
Ha due figli: il regista Tatsushi Ōmori (1970) e l'attore Nao Ōmori (1972).
Nel 1972 ha fondato la compagnia di danza butō Dairakudakan (「大駱駝艦」? lett. L'Incrociatore Grande Cammello).

## Filmografia parziale
- Zigeunerweisen, regia di Seijun Suzuki (1980)
- Shinran: Shiroi michi, regia di Rentarō Mikuni (1987)
- Cat's Eye, regia di Kaizo Hayashi (1997)
- Setouchi Moonlight Serenade, regia di Masahiro Shinoda (1997)
- Pornostar, regia di Toshiaki Toyoda (1998)
- L'estate di Kikujiro (Kikujirō no natsu), regia di Takeshi Kitano (1999)
- Gemini (Sōseiji), regia di Shin'ya Tsukamoto (1999)
- Hyōryūgai, regia di Takashi Miike (2000)
- Suicide Club (Jisatsu sākuru), regia di Sion Sono (2001)
- Kill Bill: Volume 1, regia di Quentin Tarantino (2003)
- Kill Bill: Volume 2, regia di Quentin Tarantino (2004)
- Gerumaniumu no yoru, regia di Tatsushi Ōmori (2005)
- Hanezu no tsuki, regia di Naomi Kawase (2011)
- En moi, regia di Laetitia Casta – cortometraggio (2016)